# 封述
封 述（ほう じゅつ、生没年不詳）は、中国の東魏・北斉の官僚・法律家。字は君義。本貫は渤海郡蓨県。

## 経歴
廷尉卿・済州刺史の封軌の子として生まれた。18歳のとき、済州征東府鎧曹参軍を初任とした。高恭之が御史中尉となると、封述はその下で御史となった。大司馬清河王開府記室参軍となり、司徒主簿を兼ねた。532年、尚書三公郎中に任ぜられた。
東魏の天平年間、麟趾新格の制定にあたった。南朝梁の散騎常侍の陸晏子・沈警らが来朝すると、封述は通直郎を兼ねて梁への使者に立った。帰国すると、高澄の下で大将軍府従事中郎となり、監京畿事をつとめた。547年、彭城郡太守・彭城郡督となり、東徐州刺史を代行した。549年、廷尉少卿となった。550年、給事黄門侍郎を兼ねた。
北斉が建国されると、李奨（李思穆の子）ら8人とともに大使にあてられ、地方を巡って民間の労苦をたずねた。552年、清河郡太守に任ぜられ、司徒左長史に転じ、行東都事をつとめ、まもなく海州刺史となった。561年、召されて大理卿となった。564年、録尚書事趙彦深・僕射魏収・尚書陽休之・国子祭酒馬敬徳らとともに律令の制定を議論した。565年、度支尚書にうつった。567年、五兵尚書に転じ、儀同三司を加えられた。570年、南兗州刺史に任ぜられた。秩禄を満たして帰朝すると、左光禄大夫となり、殿中尚書に任ぜられた。
封述は法官としてつとめることが長く、律令に通じており、議論は公平であった。しかし財産を集めることには貪欲で、親密な友人が困っているときでも、決して救おうとしなかったので、朝野に非難された。
子の封元蒨は、武平末年に太子舎人となった。
封述の弟の封詢は、字を景文といった。員外郎・永安公開府法曹・尚書起部郎中・三公郎・東平原郡太守・定州長史・河間郡太守・尚書左丞・済南郡太守を歴任した。隋の開皇年間に死去した。

## 伝記資料
- 『北斉書』巻43 列伝第35
- 『北史』巻24 列伝第12